# Gauliga Oberschlesien
De Gauliga Oberschlesien werd in 1941 opgericht nadat de Gauliga Schlesien onderverdeeld werd in de Gauliga Nieder- en Oberschlesien. Door de ontwikkelingen in de Tweede Wereldoorlog werden meerdere Gauliga's regionaal opgedeeld om de wedstrijden zeker te kunnen laten doorgaan. In deze Gauliga speelden clubs uit Opper-Silezië.
Germania Königshütte uit de Poolse stad Chorzów, dat in 1939 geannexeerd werd en in Königshütte omgedoopt werd sleepte drie keer op rij de titel in de wacht.

## Erelijst
| Seizoen | Kampioen             | Vicekampioen         |
| 1941-42 | Germania Königshütte | Bismarckhütter SV 99 |
| 1942-43 | Germania Königshütte | TuS Lipine           |
| 1943-44 | Germania Königshütte | TuS Lipine           |

## Eeuwige ranglijst
| Club                         | /4 | Seizoenen (1941-1945) |
| ---------------------------- | -- | --------------------- |
| Germania Königshütte         | 4  | 1941-1945             |
| Bismarckhütter SV 99         | 4  | 1941-1945             |
| Vorwärts-Rasensport Gleiwitz | 4  | 1941-1945             |
| TuS Lipine                   | 4  | 1941-1945             |
| TuS Schwientochlowitz        | 4  | 1941-1945             |
| 1. FC Kattowitz              | 4  | 1941-1945             |
| Beuthen SuSV 09              | 3  | 1941-1944             |
| SC Preußen Hindenburg        | 3  | 1941-1942, 1942-1944  |
| TuS Hindenburg 09            | 2  | 1941-1943             |
| Sportfreunde Knurow          | 2  | 1942-1944             |
| Reichsbahn SG Kattowitz      | 2  | 1943-1945             |
| Reichsbahn SG Myslowitz      | 1  | 1941-1942             |
| WKG Römergrube Rybnik        | 1  | 1944-1945             |
| TuS Scharley                 | 1  | 1944-1945             |
| LSV Adler Tarnowitz          | 1  | 1942-1943             |

Originele Gauliga's: Baden · Bayern · Berlin-Brandenburg · Hessen · Mitte · Mittelrhein · Niederrhein · Niedersachsen · Nordmark · Ostpreußen · Pommern · Sachsen · Schlesien · Südwest-Mainhessen · Westfalen · Württemberg

Gauliga's na 1939: Hamburg · Hessen-Nassau · Köln-Aachen · Kurhessen · Mecklenburg · Moselland · Niederschlesien · Oberschlesien · Osthannover · Schleswig-Holstein · Südhannover-Braunschweig · Weser-Ems · Westmark

Gauliga's in bezette gebieden: Böhmen und Mähren · Danzig-Westpreußen · Elsaß · Generalgouvernement · Sudetenland · Ostmark · Wartheland